# Чанга (приток Алатыря)

Чанга — река в России, протекает в Большеигнатовском районе Республики Мордовия. Устье реки находится в 82 км по левому берегу реки Алатырь. Длина реки составляет 12 км.
Исток реки в лесу севернее села Новое Баево и в 15 км к юго-востоку от Большого Игнатова. Течёт на юго-восток, протекает вблизи села Новое Баево и деревни Козловка. Впадает в Алатырь ниже села Луньгинский Майдан на границе с Ардатовским районом.

## Данные водного реестра
По данным государственного водного реестра России относится к Верхневолжскому бассейновому округу, водохозяйственный участок реки — Алатырь от истока и до устья, речной подбассейн реки — Сура. Речной бассейн реки — (Верхняя) Волга до Куйбышевского водохранилища (без бассейна Оки).
По данным геоинформационной системы водохозяйственного районирования территории РФ, подготовленной Федеральным агентством водных ресурсов:
- Код водного объекта в государственном водном реестре — 08010500212110000038789
- Код по гидрологической изученности (ГИ) — 110003878
- Код бассейна — 08.01.05.002
- Номер тома по ГИ — 10
- Выпуск по ГИ — 0